# Scott Pilgrim vs. the World: The Game
Scott Pilgrim vs. the World: The Game (с англ. — «Скотт Пилигрим против всех: Игра») — компьютерная игра в жанре beat ’em up с видом сбоку, разработанная студиями Ubisoft Montreal и Ubisoft Chengdu и изданная компанией Ubisoft. Игра создана по мотивам серии комиксов «Скотт Пилигрим», автором которой является Брайан Ли О’Мэлли, и её выход был приурочен к премьере фильма «Скотт Пилигрим против всех». В августе 2010 года проект вышел на PlayStation 3 (через PlayStation Network) и Xbox 360 (через Xbox Live Arcade), но в декабре 2014 года был удалён с этих платформ. 14 января 2021 года на Nintendo Switch, PlayStation 4, Windows, Xbox One и Stadia вышла обновлённая версия игры под названием Scott Pilgrim vs. The World: The Game — Complete Edition.

## Игровой процесс

Скриншот из игры: Найвз, Уоллес, Рамона и Скотт на четвёртом уровне

Игра следует сюжету оригинального комикса. Игроки (от одного до четырёх) могут играть за Скотта Пилигрима, Рамону Флауэрс, Ким Пайн или Стивена Стиллса; также, если сюжет пройдёт четверо игроков, станет доступен Нега-Скотт. Дополнения позволяют играть за Уоллеса Уэллса или за Найвз Чау. Цель игры — пройти семь уровней и победить семерых злых бывших Рамоны. Каждый персонаж обладает уникальными навыками, набор которых расширяется путём получения опыта, и может также использовать оружие. У каждого персонажа есть очки здоровья и очки навыков — последние позволяют воскресить персонажа, если тот в нокауте, или используются для выполнения особых приёмов, таких как призыв Найвз или вспомогательного персонажа мистера Чау. За победу над противниками игрок получает монеты, которые может потратить в магазине на предметы, повышающие уровень здоровья или владения навыками. Некоторые предметы можно взять «на вынос», и тогда, когда у персонажа игрока закончится здоровье, он автоматически ими воспользуется. Игрокам также могут встретиться подпространственные зоны, представляющие собой бонусные области, где можно получить больше монет. Во время игры в команде игроки могут оживлять убитых товарищей за определённую сумму, делиться друг с другом здоровьем или монетами и вместе выполнять комбо-атаки. Различные чит-коды дают доступ к таким дополнительным функциям, как звуковой тест и режимы Boss Rush и Survival Horror.

### Концовки
В зависимости от того, за какого персонажа игрок будет проходить игру, по завершении сюжета он может выйти на семь различных концовок:
- Концовка Скотта: После расставания с Рамоной Скотт начинает встречаться с Найвз, Ким и Энви Адамс одновременно, что противоречит концовке первоисточника[8][9].
- Концовка Ким: Ким идёт к Скотту, но проходит мимо него, берёт за руку Найвз и уходит вместе с ней. Данная концовка может указывать на то, что Ким — лесбиянка[9].
- Концовка Стивена: Группа Sex Bob-Omb, участниками которой являются Стивен, Ким и Скотт, даёт успешный концерт и подписывает контракт с рекорд-лейблом[9].
- Концовка Найвз: Найвз выходит замуж за Скотта, что удивляет последнего[9].
- Концовка Уоллеса: Уоллес сидит в кресле и пьёт вино, пока толпа ликует[9].
- Концовка Нега-Скотта: Нега-Скотт захватывает власть во вселенной, а других персонажей ссылает работать на соляные рудники[9].
- Концовка Рамоны: После всего, через что они вместе прошли, Скотт и Рамона «отправились в светлое будущее, готовые ко всему». Данная концовка больше остальных приближена к финалу комикса[9].

## Разработка
Разработкой Scott Pilgrim vs. the World: The Game занимались студии Ubisoft Montreal и Ubisoft Chengdu. Главным художником-постановщиком и аниматором проекта стал Пол Робертсон, с которым Ubisoft связалась по электронной почте. Робертсон ранее участвовал в разработке игры Drawn to Life от компании 5th Cell и снял короткометражный мультфильм Pirate Baby’s Cabana Battle Street Fight 2006, стилизованный под игру-сайдскроллер. Робертсон отвечал за разработку и анимацию внутриигровых спрайтов, эффектов и прочих элементов. По его словам, на этом проекте у него было «больше всего творческой свободы» при том, что его по-прежнему сковывали первоисточник, издатели и продюсеры, а также технические ограничения. Также в разработке принимали участие автор оригинального комикса Брайан Ли О’Мэлли и режиссёр фильма «Скотт Пилигрим против всех» Эдгар Райт. О’Мэлли обсуждал с командой разработчиков аспекты повествования и сделал несколько набросков, на которых основаны катсцены. По словам О’Мэлли, изначально с предложением создать приключенческую игру по «Скотту Пилигриму» к нему обращалась компания Telltale Games, но он отказался, поскольку сам не относил свой проект к данному жанру. Летом 2009 года О’Мэлли разработал концепты движений игровых персонажей и боссов.

## Выход
Анонс Scott Pilgrim vs. the World: The Game состоялся 28 июля 2009 года на Комик-коне в Сан-Диего. 8 июня 2010 года журнал Game Informer раскрыл, что игра временно будет эксклюзивом для подписчиков сервиса PlayStation Network (PSN), а позднее появится в подписке Xbox Live Arcade (XBLA). 11 июня 2010 года вышел первый трейлер, в котором были показаны битвы внутри клуба, на улице и в салоне автобуса. В проекте есть множество отсылок к таким играм, как River City Ransom, Mario, Kirby, Mega Man и Guitar Hero. 11 августа вышел новый промо-ролик, лучше представляющий ретро-графику и пародии на классические игры.
12 августа 2010 года в магазине аватаров в Xbox Live появились одежда и аксессуары по тематике «Скотта Пилигрима». 9 ноября 2010 года, одновременно с релизом фильма на DVD и Blu-ray, для версии игры в PSN вышли дополнения, включающие в себя Найвз Чау в качестве игрового персонажа и дополнительные режимы игры: королевскую битву и доджбол. Версия дополнения для XBLA вышла 28 декабря того же года. На 5 февраля 2013 года был запланирован выход очередного дополнения, включающего в себя онлайн-мультиплеер и игрового персонажа Уоллеса Уэллса; однако релиз был перенесён на 12 марта.
30 декабря 2014 года Scott Pilgrim vs. the World: The Game и все DLC к ней были удалены из цифровых магазинов (вероятно, из-за истечения срока действия лицензии). В мае 2020 года, в преддверии десятой годовщины релиза фильма и игры, О’Мэлли и Райт обратились к Ubisoft с просьбой вернуть игру в продажу, а в августе О’Мэлли сообщил, что получил от компании ответ. В сентябре Ubisoft анонсировала Scott Pilgrim vs. the World: The Game — Complete Edition — ремастер оригинальной игры, в состав которого войдут все DLC. Проект вышел на Nintendo Switch, PlayStation 4, Windows, Xbox One и Stadia 14 января 2021 года. 8 января 2021 года появилась информация о том, что за выпуск физических копий игры и нескольких коллекционных изданий с различными бонусами будет отвечать компания Limited Run Games.

## Восприятие
| Сводный рейтинг       | Сводный рейтинг                | Сводный рейтинг | Сводный рейтинг | Сводный рейтинг | Сводный рейтинг | Сводный рейтинг |
| Издание               | Оценка                         | Оценка          | Оценка          | Оценка          | Оценка          | Оценка          |
| Издание               | Общая                          | PC              | PS3             | PS4             | Xbox 360        | Xbox One        |
| --------------------- | ------------------------------ | --------------- | --------------- | --------------- | --------------- | --------------- |
| GameRankings          | N/A                            | N/A             | 77,92 %         | N/A             | 75,54 %         | N/A             |
| Metacritic            | N/A                            | 75/100          | 77/100          | 75/100          | 73/100          | 78/100          |
| «Критиканство»        | 94/100 Complete Edition 73/100 | N/A             | N/A             | N/A             | N/A             | N/A             |
| Иноязычные издания    |                                |                 |                 |                 |                 |                 |
| Издание               | Оценка                         | Оценка          | Оценка          | Оценка          | Оценка          | Оценка          |
| Издание               | Общая                          | PC              | PS3             | PS4             | Xbox 360        | Xbox One        |
| Destructoid           | N/A                            | N/A             | 7,5/10          | N/A             | N/A             | N/A             |
| Digital Trends        | N/A                            | N/A             | N/A             | [ 42 ]          | N/A             | N/A             |
| Edge                  | N/A                            | N/A             | 6/10            | N/A             | N/A             | N/A             |
| Eurogamer             | N/A                            | N/A             | 7/10            | N/A             | N/A             | N/A             |
| Game Informer         | N/A                            | N/A             | 9/10            | N/A             | N/A             | N/A             |
| GamePro               | N/A                            | N/A             | [ 46 ]          | N/A             | N/A             | N/A             |
| GameRevolution        | N/A                            | N/A             | B−              | N/A             | B−              | N/A             |
| GameSpot              | N/A                            | 7/10            | 6,5/10          | N/A             | 6,5/10          | N/A             |
| GamesRadar+           | N/A                            | N/A             | N/A             | N/A             | N/A             | [ 51 ]          |
| GameTrailers          | N/A                            | N/A             | 8,3/10          | N/A             | N/A             | N/A             |
| GameZone              | N/A                            | N/A             | 7/10            | N/A             | N/A             | N/A             |
| IGN                   | N/A                            | N/A             | 8/10            | N/A             | 8/10            | N/A             |
| Joystiq               | N/A                            | N/A             | [ 56 ]          | N/A             | N/A             | N/A             |
| OXM                   | N/A                            | N/A             | N/A             | N/A             | 8,5/10          | N/A             |
| PC Gamer (US)         | N/A                            | 70/100          | N/A             | N/A             | N/A             | N/A             |
| Shacknews             | N/A                            | N/A             | N/A             | 8/10            | N/A             | N/A             |
| Video Games Chronicle | N/A                            | N/A             | N/A             | N/A             | N/A             | [ 60 ]          |
| The A.V. Club         | N/A                            | N/A             | B+              | N/A             | N/A             | N/A             |
| Metro                 | N/A                            | N/A             | 6/10            | N/A             | N/A             | N/A             |
| Русскоязычные издания |                                |                 |                 |                 |                 |                 |
| Издание               | Оценка                         | Оценка          | Оценка          | Оценка          | Оценка          | Оценка          |
| Издание               | Общая                          | PC              | PS3             | PS4             | Xbox 360        | Xbox One        |
| «Игромания»           | N/A                            | 8/10            | N/A             | N/A             | N/A             | N/A             |
| «Страна игр»          | N/A                            | N/A             | 9/10            | N/A             | N/A             | N/A             |

Согласно сайту-агрегатору рецензий Metacritic, версия Scott Pilgrim vs. the World: The Game для PlayStation 3 получила «в основном положительные отзывы» (77 баллов из 100), а версия для Xbox 360 — «смешанные или средние» (73 из 100). По данным российского агрегатора «Критиканство», игра получила 94 балла из 100.
IGN похвалил игру за стилистику и саундтрек, но сетовал на отсутствие онлайн-мультиплеера и кооператива. Позднее журнал поместил проект на двадцать пятое место в своём списке лучших игр на Xbox Live Arcade в 2010 году. Аналогично, сайт 1Up.com раскритиковал версию для PS3 за сложность и необходимость гриндить. Joystiq в обзоре версии для той же консоли заявил, что «нельзя сказать ничего большего об игре за десять баксов». Game Informer назвал игру «лучшим современным файтингом со времён Castle Crashers».
GameTrailers описал издание на PS3 как «прекрасное попурри, подтверждающее любовь к классическим битемапам». Kotaku назвал игру «интересным олдскульным битемапом, который становится только интереснее, если играть с друзьями». GameSpot, однако, отметил, что с персонажами четырёх игроков на экране игровой процесс становится сумбурным.
По итогам выставки E3 2010 ещё до релиза GameSpot назвал Scott Pilgrim vs. the World: The Game «лучшей загружаемой игрой». Она была номинирована на премию Spike Video Game Awards в двух категориях — «Лучшая загружаемая игра» и «Лучшая адаптированная игра» (одержав победу в последней).
По данным Metacritic, переиздание также получило «в основном положительные отзывы». Согласно «Критиканству», у проекта 73 балла из 100.
В 2023 году издание Time Extension включило Complete Edition в свой список двадцати пяти «лучших битемапов в истории».

## Саундтрек
Музыку к игре написала чиптюн-группа Anamanaguchi. Саундтрек вышел 24 августа 2010 года на Amazon и iTunes в США и 30 августа в остальном мире.

### Список композиций
Вся музыка написана Anamanaguchi.
| №                   | Название                  | Длительность |
| ------------------- | ------------------------- | ------------ |
| 1.                  | «Scott Pilgrim Anthem»    | 1:38         |
| 2.                  | «Another Winter»          | 2:33         |
| 3.                  | «Skate or Live»           | 1:37         |
| 4.                  | «Sushi Box»               | 1:56         |
| 5.                  | «Shrine Bros»             | 1:41         |
| 6.                  | «Suburban Tram»           | 1:36         |
| 7.                  | «Maki Ya»                 | 1:37         |
| 8.                  | «Cheap Shop»              | 1:36         |
| 9.                  | «Rock Club»               | 2:32         |
| 10.                 | «Vegetable Rock»          | 1:53         |
| 11.                 | «Bollywood»               | 2:05         |
| 12.                 | «Rox 300»                 | 1:35         |
| 13.                 | «Gideon Wrath Part I»     | 1:49         |
| 14.                 | «Gideon Wrath Part II»    | 1:48         |
| 15.                 | «Giant Contraband Robot»  | 1:41         |
| 16.                 | «The Dark One»            | 1:57         |
| 17.                 | «Leave the Part Behind»   | 2:41         |
| 18.                 | «Come On Down»            | 2:02         |
| 19.                 | «Party Stronger»          | 2:15         |
| 20.                 | «Twin Dragons»            | 2:00         |
| 21.                 | «Technoman»               | 1:49         |
| 22.                 | «Subboss Theme»           | 1:43         |
| 23.                 | «Just Like in the Movies» | 2:10         |
| 24.                 | «This Is the End»         | 1:35         |
| Общая длительность: | Общая длительность:       | 46:00        |

### Восприятие
IGN в своём обзоре игры заявил, что музыка Anamanaguchi — «вероятно, лучший саундтрек в игре на PS3». Обозреватель AllMusic Хизер Фейрс оценила саундтрек на 4 звезды из 5, написав, что группа «создала гиперкинетические треки, словно прятавшиеся на картридже для NES последнюю четверть века»; её впечатлило решение создателей «написать настолько самобытную музыку».

### Позиции в чартах
| Чарт                                    | Высшая позиция |
| --------------------------------------- | -------------- |
| США (Billboard Top Heatseekers Albums)  | 3              |
| США (Billboard Dance/Electronic Albums) | 7              |
| США (Billboard Soundtrack Albums)       | 13             |
| США (Billboard 200)                     | 180            |
| США (Billboard Top Album Sales)         | 180            |